# Eitr
Eitr es una sustancia líquida presente en la mitología nórdica. Esta sustancia es el origen de todas las cosas vivas, el primer gigante Ymir fue concebido del eitr. Se supone que tal sustancia es muy venenosa en estado puro y también la produce Jörmungandr y otras serpientes.

## Etimología
La palabra eitr existe en muchas lenguas germánicas (todas derivan del Nórdico antiguo): en islandés e idioma feroés eitur, en danés edder, en sueco etter. El cognitivo también existe en alemán eiter, en Sajón antiguo ĕttar, en inglés antiguo ăttor. El significado de la palabra es muy amplio: venenoso, maligno, malo, enfado o enojo, siniestro, etc.
La palabra es de uso común en el folclore escandinavo como símbolo para definir una serpiente venenosa.

## Ymir
En la Edda poética Vafþrúðnismál Odín pregunta al gigante Vafþrúðnir sobre el origen de Ymir. Vafþrúðnir responde:
Ór Élivagom
stukko eitrdropar,
svá óx, unz varð ór iötunn;
þar órar ættir
kómu allar saman,
því er þat æ allt til atalt.
Traducción informal:
Desde las olas
salpican gotas de Eitr
que crecieron como un gigante
quien creó todas las familias
de las cuales proceden todos los gigantes
por eso nos irritamos tan fácilmente.
La última línea citada en Vafþrúðnismál donde Vafþrúðnir dice "por eso nos irritamos tan fácilmente", es un juego de palabras en relación con el significado de eitr, que también significa enfado (parecido a "envenenar una relación").

## En la cultura popular
- Eitr está presente en secciones del videojuego Tomb Raider: Underworld, que usa frecuentemente eitr como un obstáculo a evitar. Durante el curso del juego, el eitr se muestra como origen para crear thralls (una especie de zombi esclavos) como guardianes, asumiendo que son aquellas víctimas que cayeron en el eitr en el pasado. El villano del juego, Jacqueline Natla, es derrotado cuando es lanzada al eitr venenoso al finalizar el juego.
- En el videojuego God of War la serpiente de Midgard imbuye el arma del protagonista, Kratos, con eitr, haciéndola más poderosa.
- Eitr es un recurso en el videojuego de rol y supervivencia Valheim que permite al usuario la construcción de artefactos y hechizos mágicos. En el propio juego, dicho componente mágico debe extraerse, con la ayuda de savia de las ramas de Yggdrasil, de los cerebros encontrados de los restos fosilizados de gigantes que se pueden encontrar en la misma región.